# Subdiviziunile administrative ale Regatului Iugoslaviei

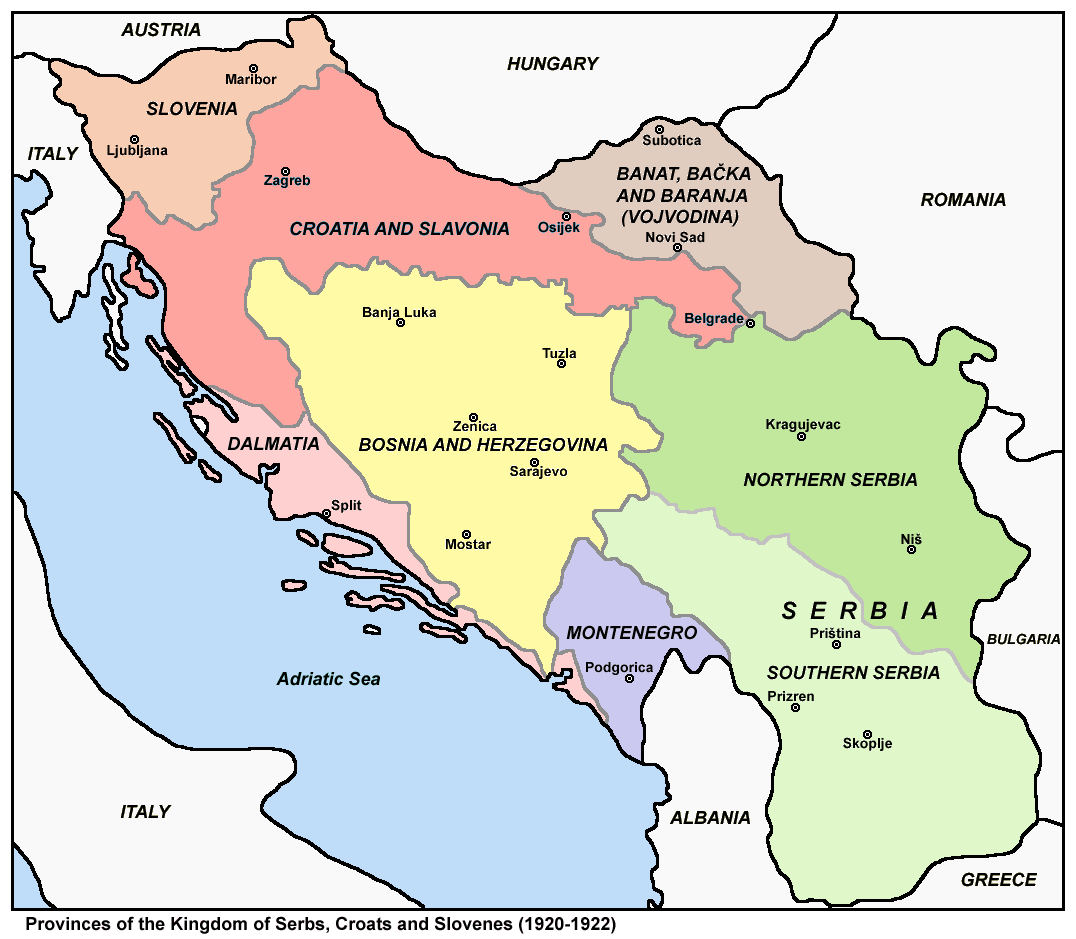
Subdiviziunile Regatului Iugoslaviei între 1920 - 1922

Regatul Iugoslaviei (1918–1941), cunoscut inițial ca Regatul Sârbilor, Croaților și Slovenilor, a avut succesiv trei forme diferite de subdiviziuni administrative.  Din 1918 până în 1922, regatul a menținut subdiviziunile statelor predecesoare ale Iugoslaviei din timpul Primului Război Mondial. În 1922, statul a fost împărțit în 33 de oblastii și, în 1929, a fost implementat un nou sistem de nouă banate (în sârbo-croată cuvântul pentru „banat” este banovina).

## Subdiviziuni pre-iugoslave (1918–1922)
Provinciile (pokrajine) Regatului Iugoslaviei au fost 7: Slovenia; Croatia și Slavonia; Dalmatia; Bosnia și Herzegovina; Banat, Bačka și Baranja; Serbia (cu Serbia de Nord și Serbia de Sud) și Muntenegru.
Ca subdiviziuni au fost 71 de districte și județe (comitate), așa cum au existat în Primul Război Mondial:
1. Districtul Andrijevica (anterior în Muntenegru)
2. Districtul Banja Luka (anterior în Austro-Ungaria)
3. Districtul Bar (anterior în Muntenegru)
4. Districtul Belgrad (anterior în Serbia)
5. Districtul Berane (anterior în Muntenegru)
6. Districtul Bihać (anterior în Austro-Ungaria)
7. Districtul Bijelo Polje (anterior în Muntenegru)
8. Comitatul Bjelovar (Comitatul Bjelovar-Križevci; anterior în Austro-Ungaria)
9. Districtul Bitola (anterior în Serbia)
10. Districtul Čačak (anterior în Serbia)
11. Districtul Cetinje (anterior în Muntenegru)
12. Districtul Ćuprija (Districtul Morava; anterior în Serbia)
13. Comitatul Dubrovnik (anterior în Austro-Ungaria)
14. Districtul Gornji Milanovac (Districtul Rudnica; anterior în Serbia)
15. Comitatul Gospić (Comitatul Lika-Krbava; anterior în Austro-Ungaria)
16. Districtul Kavadarci (Districtul Tikveš; anterior în Serbia)
17. Districtul Kolašin (anterior în Muntenegru)
18. Districtul Kosovska Mitrovica (Districtul Zvečan; anterior în Serbia)
19. Comitatul Kotor (anterior în Austro-Ungaria)
20. Districtul Kragujevac (anterior în Serbia)
21. Districtul Kruševac (anterior în Serbia)
22. Districtul Kumanovo (anterior în Serbia)
23. Comitatul Ljubljana (anterior în Austro-Ungaria)
24. Comitatul Maribor (anterior în Austro-Ungaria)
25. Districtul Mostar (anterior în Austro-Ungaria)
26. Districtul Negotin (Districtul Krajina; anterior în Serbia)
27. Districtul Nikšić (anterior în Muntenegru)
28. Districtul Niš (anterior în Serbia)
29. Districtul Novi Pazar (Districtul Raška; anterior în Serbia)
30. Districtul Novi Sad (anterior în Austro-Ungaria)
31. Comitatul Ogulin (Comitatul Modruš-Rijeka; anterior în Austro-Ungaria)
32. Districtul Ohrid (anterior în Serbia)
33. Comitatul Osijek (anterior în Austro-Ungaria)
34. Districtul Peć (Districtul Metohija; anterior în Muntenegru)
35. Districtul Pirot (anterior în Serbia)
36. Districtul Pljevlja (anterior în Muntenegru)
37. Districtul Podgorica (anterior în Muntenegru)
38. Districtul Požarevac (anterior în Serbia)
39. Comitatul Požega (anterior în Austro-Ungaria)
40. Districtul Prijepolje (anterior în Serbia)
41. Districtul Priština (Districtul Kosovo; anterior în Serbia)
42. Districtul Prizren (anterior în Serbia)
43. Districtul Prokuplje (Districtul Toplica; anterior în Serbia)
44. Districtul Šabac (Districtul Podrinje; anterior în Serbia)
45. Districtul Sarajevo (anterior în Austro-Ungaria)
46. Comitatul Šibenik (anterior în Austro-Ungaria)
47. Districtul Skopje (anterior în Serbia)
48. Districtul Smederevo (anterior în Serbia)
49. Comitatul Split (anterior în Austro-Ungaria)
50. Districtul Štip (Districtul Bregalnica; anterior în Serbia)
51. Districtul Tetovo (anterior în Serbia)
52. Districtul Travnik (anterior în Austro-Ungaria)
53. Districtul Tuzla (anterior în Austro-Ungaria)
54. Districtul Užice (anterior în Serbia and North Muntenegru)
55. Districtul Valjevo (anterior în Serbia)
56. Comitatul Varaždin (anterior în Austro-Ungaria)
57. Districtul Veliki Bečkerek (anterior în Austro-Ungaria)
58. Districtul Vranje (anterior în Serbia)
59. Comitatul Vukovar (Comitatul Syrmia; anterior în Austro-Ungaria)
60. Comitatul Zagreb (anterior în Austro-Ungaria)
61. Districtul Zaječar (anterior în Serbia)

## Oblastii (1922–1929)

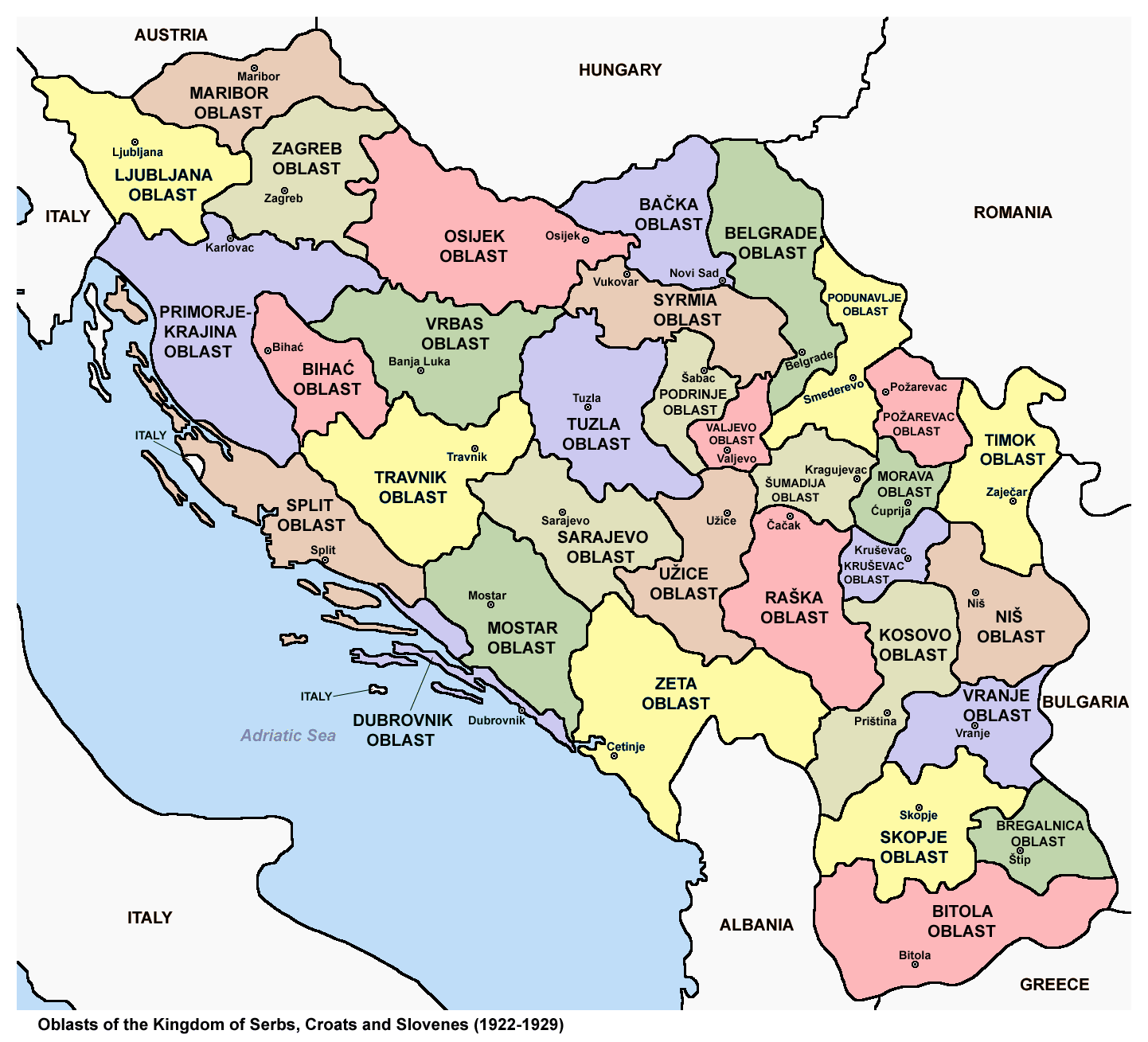
Subdiviziunile Regatului Iugoslaviei între 1922 - 1929 (oblastii)

Constituția Vidovdană din 1921 a stabilit Regatul Sârbilor, al Croaților și al Slovenilor ca stat unitar și, în 1922, au fost instituite 33 de oblastii noi administrative (județe), guvernate din centru. Acestea nu aveau nicio legătură cu diviziunile anterioare și, în interesul promovării statului multicultural iugoslav, nu li s-a dat nume etnice sau naționale. Au fost numite în mare parte după râuri, regiuni și orașe care le administrau. Au fost nepopulare încă de la formarea lor, ceea ce a dus ulterior la crearea de banate (banovine). 
Ca subdiviziuni au fost 33 de oblastii:
1. Oblastia Banja Luka
2. Oblastia Belgrad
3. Oblastia Bihać
4. Oblastia Bitola
5. Oblastia Čačak (Oblastia Raška)
6. Oblastia Cetinje (Oblastia Zeta)
7. Oblastia Ćuprija
8. Oblastia Dubrovnik
9. Oblastia Karlovac (Oblastia Primorsko-Krajina)
10. Oblastia Kragujevac (Oblastia Šumadija)
11. Oblastia Kruševac
12. Oblastia Ljubljana
13. Oblastia Maribor
14. Oblastia Mostar
15. Oblastia Niš
16. Oblastia Novi Sad - Oblastia Bačka
17. Oblastia Osijek
18. Oblastia Požarevac
19. Oblastia Priština (Oblastia Kosovo)
20. Oblastia Šabac (Oblastia Podrinje)
21. Oblastia Sarajevo
22. Oblastia Skopje
23. Oblastia Smederevo (Oblastia Podunavlje)
24. Oblastia Split
25. Oblastia Štip
26. Oblastia Travnik
27. Oblastia Tuzla
28. Oblastia Užice
29. Oblastia Valjevo
30. Oblastia Vranje
31. Oblastia Vukovar (Oblastia Syrmia)
32. Oblastia Zagreb
33. Oblastia Zaječar (Oblastia Timok)

Oblastia Belgrad (sârbă-croată: Београдска област, trans.: Beogradska oblast) includea o mică parte nordică a regiunii Šumadija în apropiere de Belgrad, părți de vest ale Banatului și părți de est ale regiunii Bačka. A avut granițe comune cu Oblastia Bačka și Oblastia Sirmia în vest, Oblastia Valjevo în sud-vest, Oblastia Podunavlje în sud-est, România în nord-est și Ungaria în nord. În 1924, orașul Žombolj (Jimbolia) din Oblastia Belgrad a fost transferat României ca urmare a ajustării frontierelor (în timp ce Modoș, Banatul Central a revenit Serbiei).
Oblastia Podunavlje a fost una dintre unitățile administrative ale Regatului Sârbilor, Croaților și Slovenilor, a cuprins părți din regiunile Šumadija și Banat, iar sediul său se afla în Smederevo.

## Banovine (1929–1941)

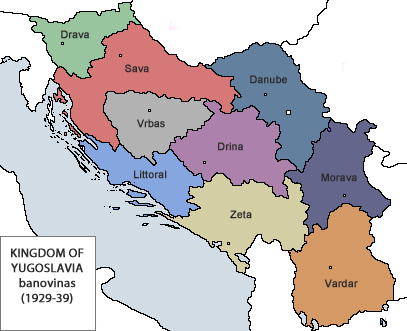
Cele 9 banovine din Regatul Iugoslaviei

Din 1929, Regatul Iugoslaviei a fost împărțit administrativ (pentru a treia oară) în nouă provincii noi sau banate numite banovine. Granițele lor au fost concepute în mod intenționat, astfel încât acestea să nu corespundă nici granițelor dintre grupurile etnice, nici frontierelor imperiale anterioare războiului mondial. Au fost numite după diferite caracteristici geografice, în mare parte râuri importante. În 1931 au fost făcute modificări ușoare la granițele lor odată cu noua Constituție Iugoslavă. Ca subdiviziuni au fost 9 banovine:
1. Banovina Dunărea (Dunavska banovina), capitala: Novi Sad
2. Banovina Drava (Dravska banovina), capitala: Ljubljana
3. Banovina Drina (Drinska banovina), capitala: Sarajevo
4. Banovina Litoralului (Primorska banovina), capitala: Split
5. Banovina Morava (Moravska banovina), capitala: Niš
6. Banovina Sava (Savska banovina), capitala: Zagreb
7. Banovina Vardar (Vardarska banovina), capitala: Skopje
8. Banovina Vrbas (Vrbaska banovina), capitala: în Banja Luka
9. Banovina Zeta (Zetska banovina), capitala: în Cetinje

Orașul Belgrad, cu Zemun și Pančevo forma o unitate administrativă independentă (sârbă: Управа града Београда / Uprava grada Beograda) care înconjura Banovina Dunărea.

### Banovina Croației (1939–1941)

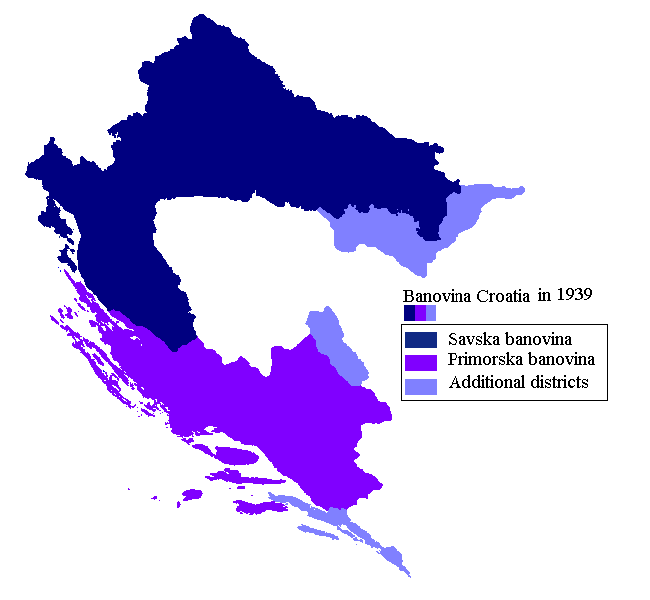
Banovina Croației (1939–1941)

Ca răspuns al Problemei Croate din Acordul Cvetković-Maček, Banovina Croației (Banovina Hrvatska) a fost formată în 1939 prin unirea banovinelor Litoralului și Sava, cu teritoriu suplimentar din banovinele Drina, Dunărea, Vrbas și Zeta, unde etnicii croați formau majoritatea populației. Ca și banovina Sava, capitala sa a fost Zagreb, al doilea oraș ca mărime din țară.